# Iya
Iya (Indonesisch: Gunung Iya) is een stratovulkaan op het Indonesische eiland Flores in de provincie Oost-Nusa Tenggara.